# Sabicea medusula
Sabicea medusula är en måreväxtart som beskrevs av Karl Moritz Schumann och Herbert Fuller Wernham. Sabicea medusula ingår i släktet Sabicea och familjen måreväxter. IUCN kategoriserar arten globalt som sårbar. Inga underarter finns listade i Catalogue of Life.